# Diocèse de San Felipe
Ne doit pas être confondu avec Diocèse de San Felipe (Venezuela).
Le diocèse de San Felipe (en latin : Dioecesis Sancti Philippi ; en espagnol : Diócesis de San Felipe) est un diocèse de l'Église catholique du Chili, suffragant de l'archidiocèse de Santiago du Chili.  

## Territoire
Il comprend les provinces de San Felipe de Aconcagua, des Andes et de Petorca, dans la région de Valparaíso. Son territoire s'étend sur 10 302 km2 divisé en 29 paroisses regroupées en trois doyennés. 
Le siège épiscopal est à San Felipe où se trouve la cathédrale Saint-Philippe-Apôtre. Le sanctuaire de Rinconada conserve le corps de Thérèse des Andes, première sainte chilienne.

## Histoire
L'évangélisation de ces régions débute en 1585. Les premières congrégations arrivent dans le courant du XVIe siècle, comme les augustins en 1603, les dominicains en 1666, les mercédaires en 1682, les franciscains en 1696, ou encore les jésuites en 1740.
Le diocèse de San Felipe est érigé le 18 octobre 1925 par la  constitution apostolique Apostolicis muneris ratio du pape Pie XI, recevant son territoire de l'archidiocèse de Santiago du Chili dont San Felipe devient suffragant. Le décret pontifical organise le même jour la création des diocèses chiliens de Rancagua, Valparaiso et Talca.
Le 30 avril 1960, il cède une portion de territoire pour l'érection de la prélature territoriale d'Illapel. Il s'agrandit en 1981, en incorporant la paroisse de Llay-Llay qui appartenait au diocèse de Valparaiso.

## Évêques
- Melquisedec del Canto Terán (14 décembre 1925 - 19 mars 1938)
- Roberto Benardino Berríos Gaínza, O.F.M (19 mars 1938 - 23 novembre 1957)
- Ramón Munita Eyzaguirre (23 novembre 1957 - 23 avril 1963)
- José Luis Castro Cabrera (10 mai 1963 - 26 janvier 1965)
- Enrique Alvear Urrutia (7 juin 1965 - 9 février 1974), surnommé « l'évêque des pauvres » ; sa cause en béatification est en cours[6].
- Francisco de Borja Valenzuela Ríos (25 mars 1974 - 3 mai 1983)
- Manuel Camilo Vial Risopatrón (20 décembre 1983 - 21 septembre 2001), nommé évêque de Temuco.
- Cristián Contreras Molina, O. de M, (19 juillet 2002 - 21 septembre 2018) 
  - P. Jaime Ortiz de Lazcano Piquer, administrateur apostolique (21 septembre 2018 - 26 mai 2020)
- Gonzalo Arturo Bravo Alvarez depuis le 26 mai 2020